# Zoarces viviparus
Loquette d'Europe
Espèce
Synonymes
- Blennius viviparus Linnaeus, 1758

Statut de conservation UICN

 LC : Préoccupation mineure
La loquette d'Europe (Zoarces viviparus), également connue sous le nom de blennie vivipare et de loquette européenne est une espèce de poissons marins de la famille des zoarcidés. Cette espèce est particulièrement connue pour sa capacité à « allaiter » ses embryons et à donner naissance à des alevins déjà formés.

## Description
La loquette d'Europe peut atteindre jusqu'à 52 cm de long pour un poids maximal de 510 g. Sa longévité ne dépasse pas 10 ans.
Les os sont de couleur verdâtre, en raison d'une pigmentation cutanée. Leur peau est visqueuse et la couleur est variable.

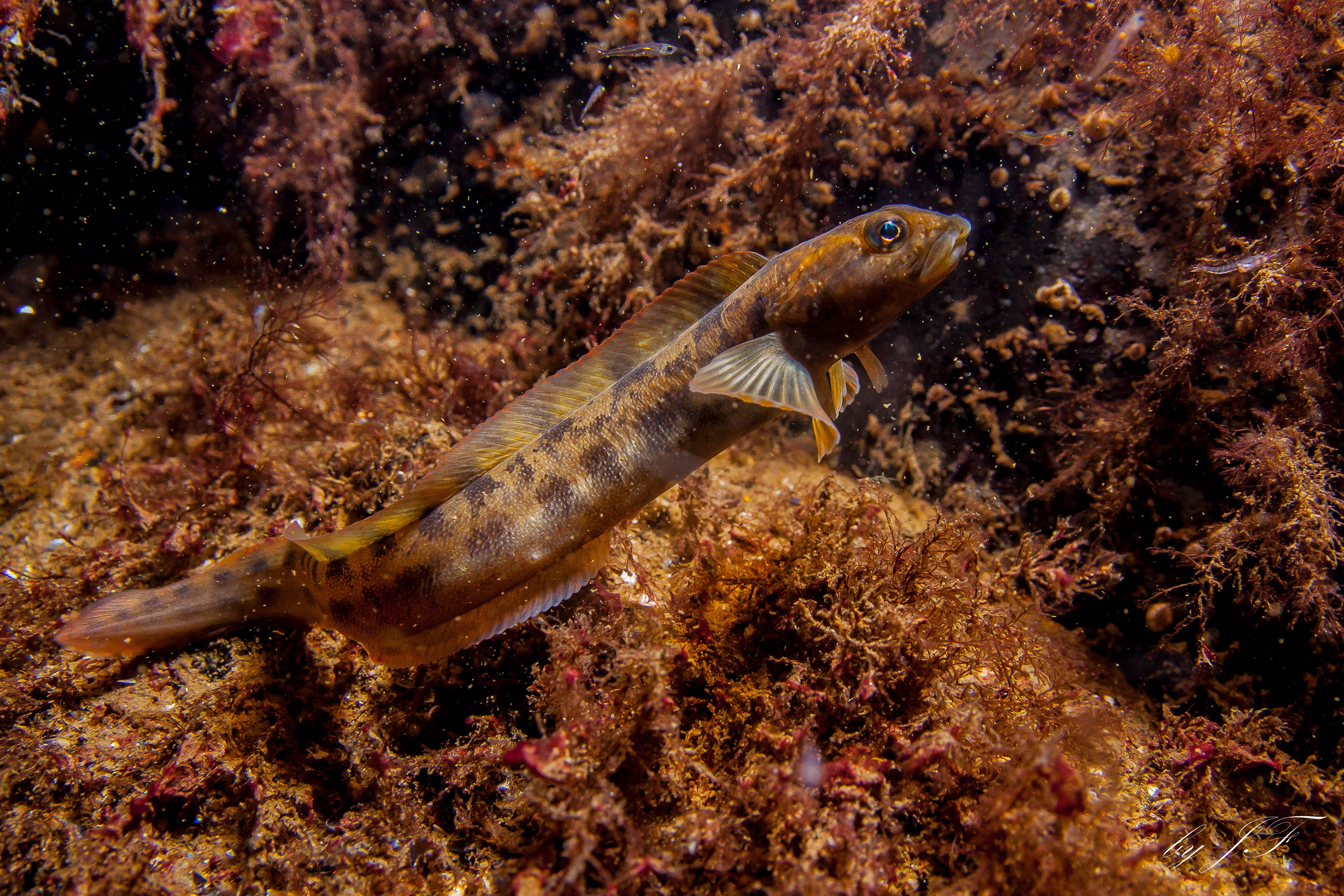
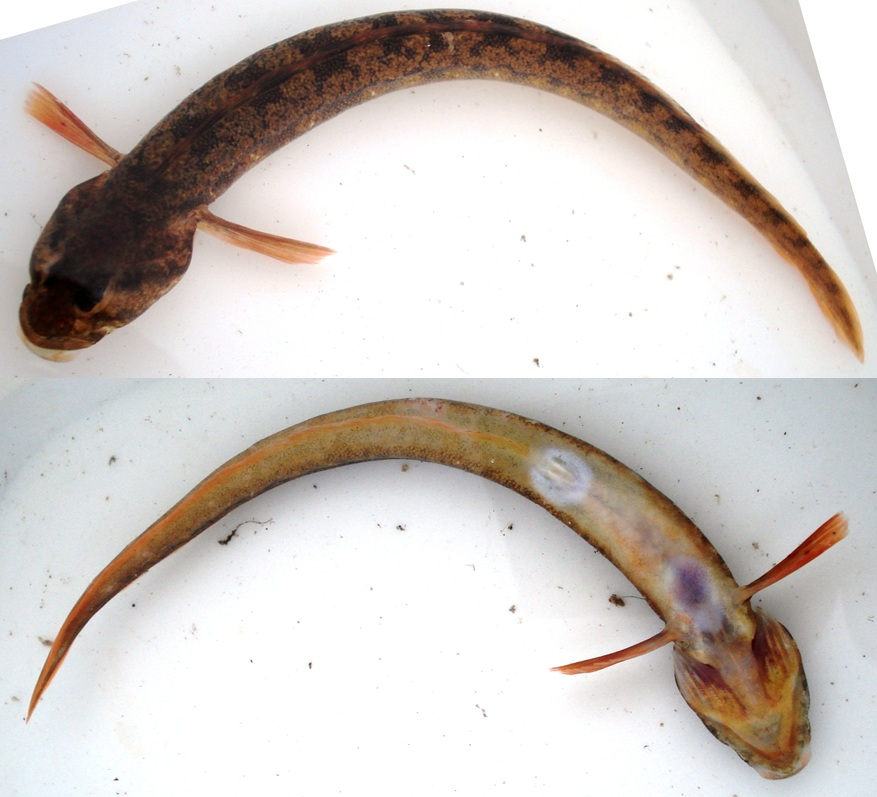
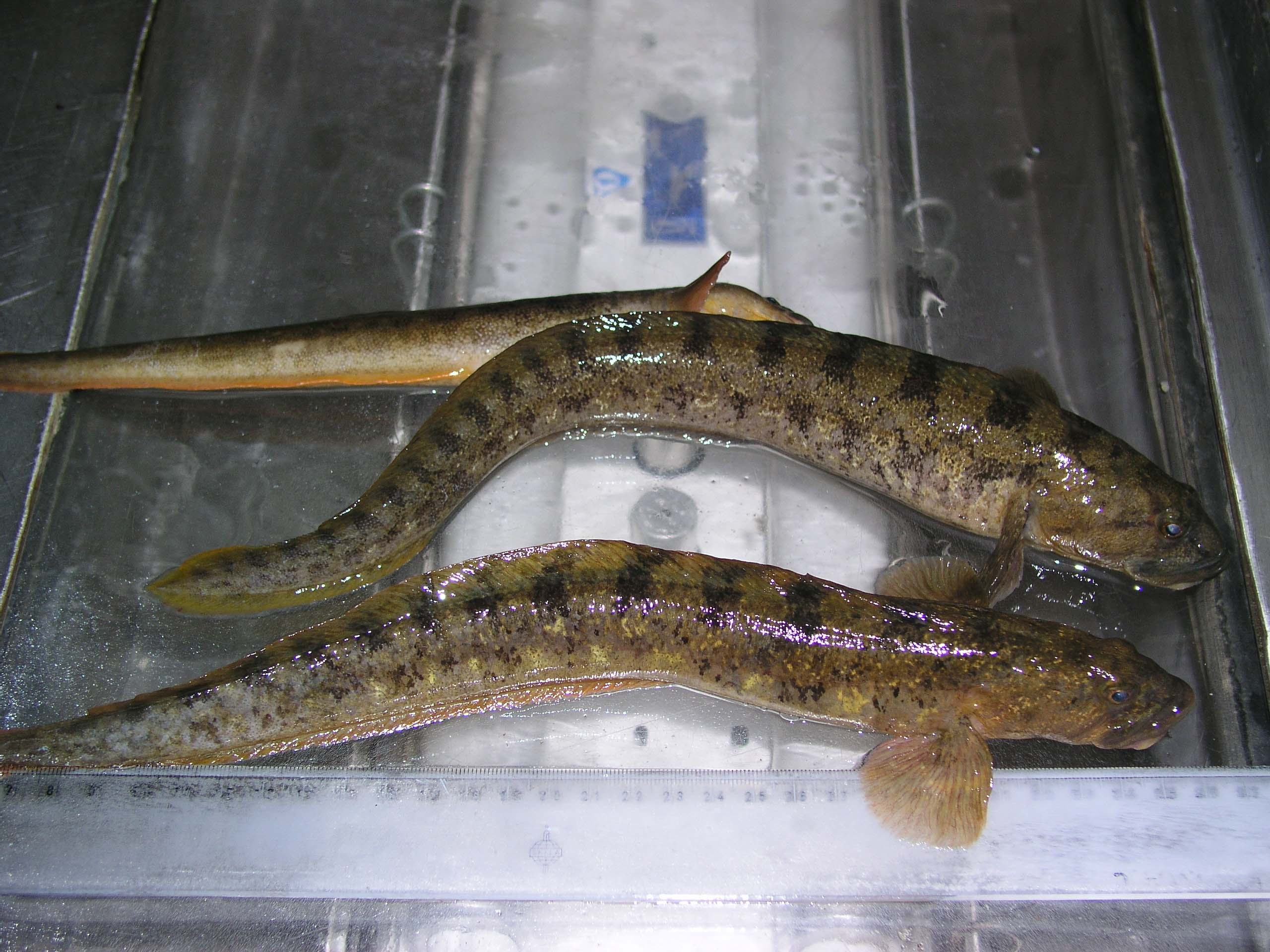

## Répartition et habitat
La loquette d'Europe vit dans les eaux marines froides à tempérées de l'Atlantique Nord, dont en mer Baltique, mer de Barents, mer du Nord et mer Blanche.
On la trouve aussi en eau saumâtre, par exemple à l'embouchure de la Somme[réf. nécessaire] qui se jette dans la Manche.
Elle reste près des côtes rocheuses et des mares résiduelles, parmi les pierres et les algues. Elle peut momentanément vivre hors de l'eau sous les rochers et les algues en raison de sa capacité à respirer directement de l'air[réf. nécessaire].
Elle vit à des profondeurs allant jusqu'à 40 mètres.

## Alimentation
La loquette d'Europe mange les œufs et les alevins des autres poissons et des invertébrés tels que les gastéropodes et les crustacés.

## Reproduction
C'est un poisson vivipare ; il donne naissance à 30-400 alevins parfaitement développés. Les adultes s'accouplent pendant les mois d'août et de septembre en utilisant la fécondation interne. La loquette d'Europe femelle est également capable d'allaiter ses embryons lorsqu'ils sont dans son corps, ce qui en fait la seule espèce connue de poissons à « allaiter » sa progéniture. Après l'épuisement du sac vitellin, chaque embryon s'accroche à un follicule ovarien, qui, à son extrémité, possède un canal par lequel les éléments nutritifs peuvent s'écouler.